# Charlotte MacLeod
Charlotte Matilda Hughes MacLeod (Bath, 12 novembre 1922 – Lewiston, 14 gennaio 2005) è stata una scrittrice canadese naturalizzata statunitense specializzata in narrativa poliziesca e letteratura per ragazzi.

## Biografia
Charlotte Matilda Hughes MacLeod nasce il 12 novembre 1922 a Bath, nel Nuovo Brunswick, da Edward Philips MacLeod e Mabel Maude Hayward MacLeod.
Da bambina si trasferisce a Boston con la famiglia e studia a Weymouth, nel Massachusetts, e all'Art Institute of Boston prima di lavorare come copywriter per  N. H. Miller & Co. ed ottenere la cittadinanza statunitense nel 1951.
Comincia a scrivere romanzi per ragazzi negli anni '60 e vira al giallo nel 1978 con Riposa felice, prima indagine della coppia Peter e Helen Shandy. Inizia così una lunga carriera nel mistery composta da più di trenta romanzi e un milione di copie vendute solo negli Stati Uniti pubblicati anche con lo pseudonimo di Alisa Craig e culminata nel 1999 con il conferimento del Premio Agatha alla carriera.
Affetta da Alzheimer, negli ultimi anni si ritira dalla scena e muore il 14 gennaio 2005 a Lewiston, nel Maine, a 82 anni.

## Opere principali

### Romanzi

#### Serie Peter Shandy e Helen Shandy
- Riposa felice (Rest You Merry, 1978), Milano, Il Giallo Mondadori N. 1858, 1984
- The Luck Runs Out (1981)
- Wrack and Rune (1982)
- Something the Cat Dragged In (1984)
- The Curse of the Giant Hogweed (1985)
- The Corpse in Oozak's Pond (1987)
- Vane Pursuit (1989)
- An Owl Too Many (1991)
- Something in the Water (1994)
- Exit the Milkman (1996)

#### Serie Max Bittersohn e Sarah Kelling
- The Family Vault (1980)
- La pensione della signora Kelling (The Withdrawing Room, 1981), Milano, Il Giallo Mondadori N. 1894, 1985
- The Palace Guard (1982)
- The Bilbao Looking Glass (1983)
- The Convivial Codfish (1984)
- The Plain Old Man (1985)
- The Recycled Citizen (1988)
- The Silver Ghost (1988)
- The Gladstone Bag (1989)
- The Resurrection Man (1992)
- The Odd Job (1995)
- The Balloon Man (1998)

#### Letteratura per l'infanzia
- The Fat Lady's Ghost (1968)
- Ask Me No Questions (1971)
- Cirak's Daughter (1982)
- Maid of Honor (1984)

#### Serie Madoc Rhys firmata Alisa Craig
- A Pint of Murder (1980)
- Murder Goes Mumming (1981)
- A Dismal Thing to Do (1986)
- Trouble in the Brasses (1989)
- The Wrong Rite (1992)

#### Serie Dittany Henbit e Osbert Monk firmata Alisa Craig
- The Grub-and-Stakers Move a Mountain (1981)
- The Grub-and-Stakers Quilt a Bee (1985)
- The Grub-and-Stakers Pinch a Poke (1988)
- The Grub-and-Stakers Spin a Yarn (1990)
- The Grub-and-Stakers House a Haunt (1993)

#### Altri romanzi firmati Alisa Craig
- The Terrible Tide (1985)

### Racconti

#### Raccolte
- Grab Bag  (1987)
- It Was an Awful Shame and Other Stories (2002)

#### Racconti isolati
- The Unlike Demise of Cousin Claude (1985)
- The Beaird-Wynnington Dirigible Airship (1986)
- A Long Time Sitting (1992)

### Miscellanea
- Had She But Known: A Biography of Mary Roberts Rinehart (1994)
- Charlotte MacLeod Remembered: Letters from Charlotte (2011)

## Premi e riconoscimenti
- Premio Nero Wolfe: 1987 per The Corpse in Oozak's Pond
- Premio Agatha alla carriera: 1999